# Kulíkov
Kulíkov je fiktivní hrad, vymyšlený autorem pohádkových příběhů Stanislavem Havelkou s pomocí Petra Chvojky.

## Výskyt
Život a dění na hradě Kulíkově popisují dva večerníčky a komiks.
- třináctidílný seriál O zvířátkách pana Krbce (Československá televize, 1977–80, kresby Vladimír Renčín, režie Václav Bedřich)[1]
- sedmnáctidílný komiks Na hradě Kulíkově (knihovnička Čtyřlístek, 1983–87, kresby Ivo Šedivý a Eva Šedivá).[2]
- třináctidílný večerníček Strašidla na Kulíkově (Česká televize, 2008, kresby Vladimír Renčín, režie Jiří P. Miška)[3]

Dále na základě těchto děl vznikly i knihy a divadelní hra.
Zatímco děje prvního večerníčku a komiksu se částečně překrývají (některé epizody mají stejný název nebo podobný děj), druhý večerníček je již samostatným pokračováním.

## Obyvatelé
Hlavní a stálý obyvatel hradu je duch Ruprecht – poněkud svérázný a potměšilý duch bývalého hradního pána, který nemá rád pořádek a čistotu.
Na hradě dále bydlí kastelán pan Alois Krbec a jeho zvířecí partner, kocour Kokeš. Kromě nich jsou zde další zvířátka, a to sova Kukula a kavka Kocanda (pouze ve večerníčku).
Hrad čas od času hostí kromě jednorázových turistických výprav i jiné osoby, resp. zvířata: dočasně ho obsadí např. rázná teta Klotylda a koza Matylda, dvojice hlasitých trampů, vandalové, a ve druhém seriálu i Ruprechtův též nemrtvý bratr Olbracht, Bílá paní nebo jiné nadpřirozené bytosti.